# Provinser i Demokratiske Republik Congo
Artikel 2 i den Demokratiske Republik Congo forfatning deler landet i hovedstaden Kinshasa og 25 navngivne provinser. Det giver også hovedstaden status som en provins. Derfor betragtes Kinshasa i mange sammenhænge som den 26. provins.
| Nr. | Navn           | Hovedstad  | Areal       | tidligere provins (1988) |
| --- | -------------- | ---------- | ----------- | ------------------------ |
| 1   | Kinshasa       | Kinshasa   | 009.965 km² | uforandret               |
| 2   | Kongo Central  | Matadi     | 053.920 km² | Bas-Congo                |
| 3   | Kwango         | Kenge      | 089.974 km² | Bandundu                 |
| 4   | Kwilu          | Bandundu   | 078.219 km² | Bandundu                 |
| 5   | Mai-Ndombe     | Inongo     | 127.465 km² | Bandundu                 |
| 6   | Kasaï          | Tshikapa   | 093.784 km² | Kasai-Occidental         |
| 7   | Kasaï-Central  | Kananga    | 060.958 km² | Kasai-Occidental         |
| 8   | Kasaï-Oriental | Mbuji-Mayi | 009.481 km² | Kasaï-Oriental           |
| 9   | Lomami         | Kabinda    | 056.426 km² | Kasaï-Oriental           |
| 10  | Sankuru        | Lusambo    | 104.331 km² | Kasaï-Oriental           |
| 11  | Maniema        | Kindu      | 132.520 km² | uforandret               |
| 12  | Syd-Kivu       | Bukavu     | 065.070 km² | uforandret               |
| 13  | Nord-Kivu      | Goma       | 059.483 km² | uforandret               |
| 14  | Ituri          | Bunia      | 065.658 km² | Orientale                |
| 15  | Haut-Uele      | Isiro      | 089.683 km² | Orientale                |
| 16  | Tshopo         | Kisangani  | 199.567 km² | Orientale                |
| 17  | Bas-Uele       | Buta       | 148.331 km² | Orientale                |
| 18  | Nord-Ubangi    | Gbadolite  | 056.644 km² | Équateur                 |
| 19  | Mongala        | Lisala     | 058.141 km² | Équateur                 |
| 20  | Syd-Ubangi     | Gemena     | 051.648 km² | Équateur                 |
| 21  | Équateur       | Mbandaka   | 103.902 km² | Équateur                 |
| 22  | Tshuapa        | Boende     | 132.957 km² | Équateur                 |
| 23  | Tanganyika     | Kalemie    | 134.940 km² | Katanga                  |
| 24  | Haut-Lomami    | Kamina     | 108.204 km² | Katanga                  |
| 25  | Lualaba        | Kolwezi    | 121.308 km² | Katanga                  |
| 26  | Haut-Katanga   | Lubumbashi | 132.425 km² | Katanga                  |